# Картинна галерея Степанакерта
Картинна галерея Степанакерта — картинна галерея, що буде розташована у місті Степанакерті Нагірно-Карабаської Республіки.

## Сучасність
Сьогодні картинна галерея не має постійної експозиції та використовується для показу тимчасових колекцій, проте незабаром ця ситуація виправиться і почне діяти постійна експозиція.
- 4 квітня 2008 р. в галереї відкрилася виставка жінок-художників на честь свята метринства, що святкується у Вірменії[1].
- 20 листопада 2009 р. відкрилася експозиція, присвячена Михайлу Лермонтову[2].
- Початок повноцінного функціонування галереї було заплановано на весну 2011 р.[3], проте достовірна інформація про подію відсутня.

## Майбутнє
Ідея створення музею образотворчих мистецтв НКР належить академіку РАПН Григорію Габріеляну, колишньому і останньому міністру геології СРСР. Саме він став ініціатором і натхненником цієї акції. А почалося все з дружнього візиту міністра культури НКР Наріне Агабалян, мера Степанакерту Вазгена Мікаеляна і спікера НЗ НКР Ашота Гуляна в майстерню до свого співвітчизника, заслуженому художнику РФ Юрію Григоряну в Москві, який і подарував майбутній галереї свою картину «Мати». Це полотно стало першим в закладці майбутньої експозиції. А незабаром з'явилася й оформилася ідея зібрати сучасні художні твори і подарувати їх народу Арцаху. Кинутий клич не залишився непочутим і в результаті в Москві та Єревані вдалося зібрати більше 200 картин 117 авторів. Але, як запевняють організатори акції, ця лише середина шляху. Вони очікують нових надходжень — дарів і від самих художників, і від меценатів.
Серед авторів вже подарованих картин відомі російські художники — А. Жилінський, А. Шевченко, А. Сафохін, А. Могилевський, Д. Плавінскій, а з вірменських Мінас, А. Нікогосян, Ю. Григорян, К. Агамян, Г. Казанчян, С. Акопян. Є навіть одна робота М. Сар'яна та М. Аветисяна. Географія картин теж досить велика й екзотична — Росія, Вірменія, США, Франція, Німеччина, Ефіопія, Монголія, Індонезія, Єгипет, Туркменістан, Узбекистан. Григорій Габрієлян надав 25 картин зі своєї особистої колекції, Самвел Оганесян — 31, Валентин Багірянц — 21, Георгій Затикян — 15, Наріне Давтян — 9.